# Всесвітня космічна обсерваторія — ультрафіолет
Спектр-УФ (рос. Всемирная космическая обсерватория — ультрафиолет — майбутній російський космічний телескопа для дослідження Всесвіту в ультрафіолетовій (УФ) ділянці електромагнітного спектру: 100–320 нм. 
Третій апарат у серії «Спектр» (Спектр-Р запустили 2011 року, а Спектр-РГ — 2019). 
Проєкт був включений у федеральну космічну програму на 2006–2015 роки. Станом на початок 2013 року у проєкті брали участь РФ, Іспанія, Німеччина та Україна. Казахстан та Індія цікавилися проєктом. Інститут астрономії РАН — головна наукова організація проєкту. Головною організацією з ракетно-космічного комплексу є НВО імені Лавочкіна.
РФ будує основний інструмент обсерваторії — космічний телескоп Т-170М з головним дзеркалом діаметром 170 см. Телескоп має бути оснащений спектрографами з високою і низькою роздільною здатністю, довгощілинним спектрографом, а також камерами для побудови високоякісних зображень в УФ і оптичній ділянках спектра.
За можливостями проєкт ВКО-УФ подібний до американського космічного телескопа «Габбл» і має перевершити його в спектроскопії.
Запуск обсерваторії спочатку планувався 2016 року.

27 листопада 2014 через введені проти РФ санкції в зв'язку з її агресією проти України Держдепартамент США заборонив постачати до РФ радіаційно стійкі компоненти, що використовуються в приладах для реєстрації випромінювання. Таким чином США фактично заблокували реалізацію проєкту.